# 掃毒3人在天涯
《掃毒3人在天涯》（英語：The White Storm 3 - Heaven or Hell）是2023年香港犯罪動作片，由邱禮濤執導，李忠志任動作指導，劉青雲、郭富城、古天樂和楊采鈺領銜主演，羅嘉良特別演出，謝君豪、方中信、陳國邦、洪天明、劉浩龍、蘇宸褕、丘占輝、林雪等主演。本片在人物劇情上與前作2019年電影《掃毒2天地對決》沒有直接聯繫，沿用题材但採全新的世界觀，故事線和角色設定。2021年6月正式開拍，中国大陆原定2023年7月28日上映，後提前至2023年7月6日上映；香港則在2023年7月27日上映。

## 劇情
毒枭康素差（刘青云饰）一直带着手下张建行（郭富城饰）从事毒品交易，新加入的成员欧志远（古天乐饰）也因一次意外与两人有了过命交情，三人情同手足。康素差在香港的贩毒生意被警方查处后，带团伙逃到“金三角”发展，危急时刻更是将身负重伤的张建行带在身边。但到了“金三角”后，张建行的身份逐渐清晰起来，他要在正义和兄弟情之间做出人生抉择 。

## 角色
| 演員                | 角色           | 備註 |
| 劉青雲              | 康素差         | 本片终极大反派 泰國華僑，香港大毒梟 販毒集團首領 畢業於泰國陸軍軍事學院，最後被張建行與歐志遠拘捕並交給泰國軍方帶走                                                     |
| 郭富城              | 張建行／Billy  | 歐志遠及Johnny之同事、臥底毒販 為康素差身邊之臥底警察，化名Billy，最後與歐志遠拘捕康素差                                                                                |
| 古天樂              | 歐志遠／麥振榮 | 張建行及Johnny之同事、臥底黑幫頭目 曾為肥雄、康素差身邊之臥底警察，化名麥振榮，最後與張建行拘捕康素差                                                                   |
| 楊采鈺              | Noon           | 金三角撣邦高原村寨山民，以種植罌粟花提煉成鴉片為生 對張建行有好感 因不想連累張建行而分開逃走，最後被空襲死亡                                                            |
| 羅嘉良 （特別演出） | 戴金榮         | 在泰國擁兵數千人武裝部隊的軍閥及金三角最大毒梟 武裝部隊總司令 盤踞在以自己的姓名所命名的村落「戴金榮村」 最後在兵敗的絕望中於司令室引爆炸彈，與攻入司令室的泰軍同歸於盡 |
| 謝君豪              | 米諾           | 泰國毒梟，靠泰國毒品產業鏈維生，後帶著手下與康素差團伙等人合併，駐守於撣邦高原村寨 康素差之好友 最後被泰國軍方拘捕                                                      |
| 方中信              | 陳守仁         | 張建行、歐志遠及Johnny之上司 |
| 林雪                | 梁永雄         | 肥雄 康素差之生意夥伴 香港黑幫頭目 最後被香港警察拘捕 |
| 洪天明              | Johnny         | 張建行及歐志遠之同事，後與歐志遠赴泰國拯救張建行，在本片片尾與歐志遠一起帶張建行乘飛機回香港                                                                            |
| 袁富華              | 黑市醫生       | 為中鎗垂危的張建行施手術取出子彈 |
| 陳國邦              | 蘇子良         | 蘇參謀 戴金榮之部下 武裝部隊之軍師 最後兵敗被泰國軍方拘捕 |
| 徐偉棟              | James          | 泰國國際刑警 |
| 丘占輝              | 咖哩           | 康素差之近身頭馬 最後因槍戰失血過多而死 |
| 王志飛              | Noon爺爺       | 因吸毒過多而死亡 |
| 劉浩龍              | 細             | 康素差之近身頭馬 最后在枪战中被火箭筒炸死 |
| 張松枝              | 傻強           | 康素差手下 香港毒販，被扔下樓死亡 |
| 彭懷安              | 大飛           | 毒品拆家，被警方拘捕 |
| 蘇宸褕              | 傑仔           | 康素差之手下 最后在枪战中被火箭筒炸死 |
| 黎澤恩              | 泰國警察       | 協助尋找張健行 |

## 製作
2020年3月，寰宇電影公司準備在疫情後開拍《掃毒3》，預算過億；由于劉德華承諾拍攝寰宇出品的电影《危机航线》，所以不會回歸參演《掃毒3》。《掃毒3》將變改班底，由劉青雲、古天樂以及新加入的郭富城三大影帝合演，令觀眾有新鮮感。導演邱禮濤表示《掃毒3》和《掃毒2》一樣，因為要通過中國大陸電影審查，劇本需要作出修改，原劇情裡毒販與警察感情很好，又不能過審，起初劇本便審查修改了許多次。對於電影審查，邱導坦言總會影響到劇情，導致偏離原初的主軸。
原本2020年底開拍，並於12月底到泰國拍攝，但就因為新冠肺炎疫情影響，加上當地正進行示威運動，所以寰宇方面決定先完成香港戲份，等到出年再去泰國拍攝。
該片主要取景地為泰國，本來2021年3月在泰國拍攝，但泰國疫情仍然嚴峻，早前電影公司亦已派出大批工作人員到當地為該片做前期工作及搭景，可惜當地的疫情愈來愈嚴峻，考量各方因素，電影公司最終決定放棄所有已做好的前期工作，於6月改往云南西雙版納開拍，及後轉赴汕尾拍攝，但開拍不久當地又爆發疫情，中國大陸實施動態清零，迫於無奈最終決定改返香港開工，並火速物色了新界一個50萬呎的地方，並於內地製造了整條村所需要的道具及大型布景裝置，以船運來香港，在流浮山搭建佔地近5萬平方米（約50萬呎）巨型泰國村。8月13日於數碼港舉行開鏡儀式。拍攝期間在連續9天內有4位工作人員受傷，包括資深飛車特技師陳偉強，隨後被送到瑪嘉烈醫院深切治療部留院觀測。邱禮濤與劉青雲表示拍攝期間配以真槍拍攝，不論重量、後座力以及槍聲的真實感均比道具更好。
電影於2021年10月26日舉行煞科宴，一度確名《掃毒3天大地大》。

## 歌曲
| 曲別   | 歌名     | 作曲          | 作詞          | 編曲          | 監製                              | 演唱          |
| ------ | -------- | ------------- | ------------- | ------------- | --------------------------------- | ------------- |
| 片尾曲 | 天涯無涯 | Supper Moment | Supper Moment | Supper Moment | Miracle Production、Supper Moment | Supper Moment |

## 發行
2023年3月1日曝光定檔海報將於暑期檔上映，片名定为《掃毒3人在天涯》。
2023年3月30日，電影公布36秒先導預告。
中国大陆原定2023年7月28日上映，後提前至2023年7月6日上映；香港則預定2023年7月27日上映。

## 票房

### 马来西亚
2023年7月15日，马来西亚举办特别放映场，票房达50万令吉。7月20日，电影上映首周票房达230万令吉，成为马来西亚年度票房最高的香港电影。

## 獎項
| 年份 | 頒獎典禮               | 獎項         | 入圍者 | 結果 |
| ---- | ---------------------- | ------------ | ------ | ---- |
| 2023 | 第十五屆澳門國際電影節 | 最佳導演     | 邱禮濤 | 提名 |
| 2023 | 第十五屆澳門國際電影節 | 最佳編劇     | 邱禮濤 | 提名 |
| 2023 | 第十五屆澳門國際電影節 | 最佳男配角   | 羅嘉良 | 提名 |
| 2024 | 第42屆香港電影金像獎   | 最佳動作設計 | 李忠志 | 提名 |

## 備註
1. ↑  馬來西亞在2023年7月15日舉行特别放映会。
2. ↑  截至2023年8月31日。

## 外部連結
- 掃毒3人在天涯的Facebook專頁
- 香港影庫上《掃毒3人在天涯》的資料（繁體中文）
- 豆瓣电影上《掃毒3人在天涯》的資料 （简体中文）
- 互联网电影数据库（IMDb）上《掃毒3人在天涯》的资料（英文）